# Atof (Си)

Функция atof в языке программирования Си используется для приведения (конвертации) строки в числовой вид (к числовому типу). Её объявление выглядит следующим образом
double atof (const char *string) 
где string — текстовое представление числа с плавающей точкой двойной точности (double). Если строка не является корректным текстовым представлением числа double, то функция atof «тихо» завершит работу, возвратив ноль (0.0).
Схожей функцией является sscanf. Эта функция извлекает значения из строк и возвращает полученный аргумент как число корректных значений, извлечённых ею (то есть, в отличие от atof, функция sscanf может быть использована для проверки, начинается ли строка с корректного числа). Проще говоря, значение, возвращаемое функцией, равно количеству переменных, которым реально были присвоены значения.